# John D. Price

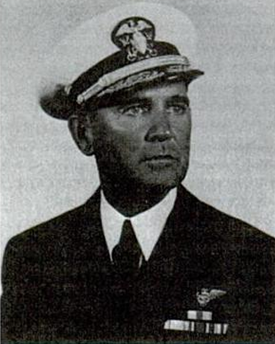
Admiral John D. Price

John Dale Price (* 18. Mai 1892 in Augusta, Arkansas; † 18. Dezember 1957 in San Diego, Kalifornien) war ein US-amerikanischer Admiral der US Navy, der zwischen 1949 und 1950 Vice Chief of Naval Operations war. Bekanntheit erreichte er als Marineflieger 1923 und 1924 durch mehrere Weltrekorde für Wasserflugzeuge, die er zusammen mit Frank „Spig“ Wead aufstellte. Darüber hinaus gelang ihm mit seinem Doppeldecker-Jagdflugzeug vom Typ TS am 8. April 1925 auf der Langley die erste offizielle Nachtlandung auf einem Flugzeugträger.

## Leben

### Militärische Ausbildung und Flugrekorde

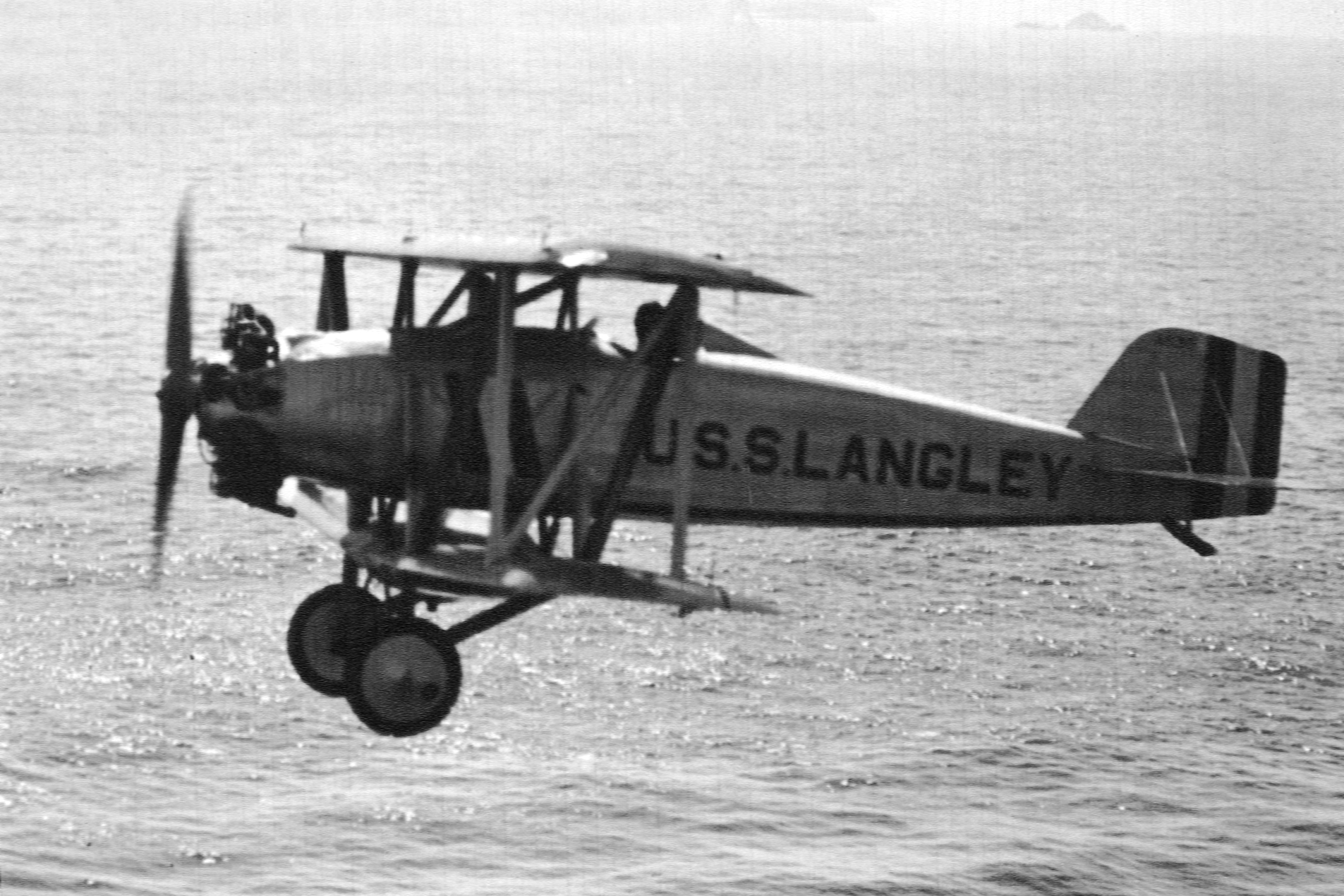
Mit seinem Doppeldecker-Jagdflugzeug vom Typ TS gelang Price am 8. April 1925 auf der Langley die erste offizielle Nachtlandung auf einem Flugzeugträger

Price begann nach dem Schulbesuch 1912 seine militärische Ausbildung an der US Naval Academy in Annapolis, die er 1916 abschloss. Nach seiner Beförderung zum Leutnant zur See fand er zunächst verschiedene Verwendungen in der US-Marine. Zusammen mit Frank „Spig“ Wead, der später Schriftsteller und Drehbuchautor sowie 1939 sowohl für den Oscar für die beste Originalgeschichte als auch für den Oscar für das beste Drehbuch nominiert war, trat er während des Ersten Weltkrieges Dienst an Bord des Panzerkreuzers Pittsburgh an und erfuhr dort am 10. Juni 1917 die traditionelle Äquatortaufe. Nach Kriegsende absolvierte er auch eine Ausbildung zum Marineflieger, die er 1920 mit dem Flugführerabzeichen (Naval Aviator Badge) beendete.
1923 darauf traf Kapitänleutnant John D. Price im Marinestützpunkt Anacostia auch auf seinen Lehrgangskameraden von der US Naval Academy, Spig Wead, und stellte mit diesem am 22. und 23. Juni 1924 mehrere Rekorde für Wasserflugzeuge auf. Auf einer Curtiss CS-2 mit einem Wright T-3 Tornado-Motor brach er mit 963,123 Meilen nicht nur einen neuen Streckenrekord, sondern mit 13 Stunden 23 Minuten und 15 Sekunden auch einen neuen Flugzeitrekord sowie drei Geschwindigkeitsrekorde, und zwar für 500 Kilometer (73,41 Meilen pro Stunde), 1000 Kilometer (74,27 Meilen pro Stunde) sowie 1500 Kilometer (74,17 Meilen pro Stunde). Am 11. und 12. Juli 1924 verbesserten er und Wead diese Rekorde erneut als sie ebenfalls auf einer Curtis CS-2 mit einem Wright T-3 Tornado-Motor mit 994,19 Meilen einen neuen Streckenrekord sowie mit 14 Stunden 53 Minuten und 44 Sekunden einen neuen Flugzeitrekord aufstellten.
Darüber hinaus gelang ihm mit seinem Doppeldecker-Jagdflugzeug vom Typ Naval Aircraft Factory TS am 8. April 1925 auf der Langley die erste offizielle Nachtlandung auf einem Flugzeugträger.

### Zweiter Weltkrieg
In den folgenden Jahren fand er Verwendung als Marineflieger sowie als Offizier der US Navy in zahlreichen Verbänden wie zum Beispiel 1928 als Fregattenkapitän und Pilot von Verbindungsflugzeugen vom Typ Vought VO-1 zwischen Flugzeugträgern und Marinestützpunkten.
Er wurde am 28. April 1941 als Kapitän zur See erster Kommandant des Flugzeugmutterschiffes Pocomoke und verblieb auf diesem Posten bis zu seiner Ablösung durch Kapitän zur See Thomas L. Sprague am 8. Juli 1941.
Nach dem Eintritt der USA in den Zweiten Weltkrieg nach dem Angriff auf Pearl Harbor am 7. Dezember 1941 durch die Kaiserlich Japanischen Marineluftstreitkräfte übernahm er als Konteradmiral unter anderem im März 1945 die Funktion als Kommandeur der 2. Luftdivision (Air Wing Two) der US-Pazifikflotte (US Pacific Fleet) und leitete in dieser Funktion bis März 1945 zahlreiche Luftangriffe während des Pazifikkrieges gegen gegnerische japanische Verbände. Für die Verdienste in diesen Gefechten wurden ihm der Legion of Merit mit dem Zusatz „Combat V“ sowie das Distinguished Flying Cross verliehen.
Im April 1945 wurde Konteradmiral Price Kommandeur der 1. Luftdivision (Air Wing One) der US-Pazifikflotte. In dieser Funktion war er maßgeblich für Einsätze während der Schlacht um Okinawa beteiligt, die vom 1. April bis 30. Juni 1945 stattfand. Er war für die Planung und Durchführung von Flügen über stark bewachte Seegebiete und Landregionen zuständig, die in bedeutender Nähe zum japanischen Mutterland lagen. Dabei gelangen den ihm unterstellten Verbänden die Versenkung von 159 feindlichen Schiffen sowie die Beschädigung von 29 Flugzeugen der japanischen Marineluftstreitkräften. Für diese militärischen Verdienste wurden ihm das Navy Cross, die höchste Auszeichnung, die vom Department of the Navy vergeben wird, sowie zum zweiten Mal der Legion of Merit verliehen, wobei ihm stattdessen ein Goldener Stern zu seinem ersten Legion of Merit überreicht wurde.

### Admiral der US Navy

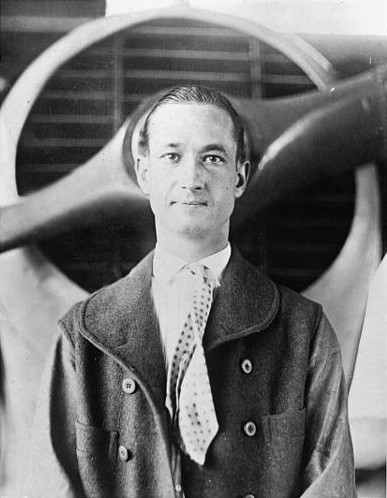
Mit seinem Lehrgangs- und Flugrekordkameraden Frank Wilber „Spig“ Wead, dessen Leben 1956 in Dem Adler gleich verfilmt wurde, verband ihn eine lange Freundschaft

Bereits vor der endgültigen Kapitulation Japans am 2. September 1945 wurde Konteradmiral Price erster Militärgouverneur der zu den Ryūkyū-Inseln gehörenden Okinawa-Inseln und übernahm anschließend am 31. August 1946 von Konteradmiral Alfred E. Montgomery den Posten als Befehlshaber der Marinefliegerverbände (Naval Air Force) der US-Pazifikflotte und verblieb auf diesem Posten bis zum 5. Januar 1948. In dieser Funktion leitete er die Rückverlegung der Marinefliegerkräfte aus dem Westpazifikraum ein. Nachfolger wurde anschließend Konteradmiral Harold B. Sallada.
Anschließend übernahm er am 11. Januar 1948 die Funktion als Stellvertretender Chef für Marineoperationen für Luftwaffe (Deputy Chief of Naval Operations for Air) und war in dieser Funktion der Chefberater des damaligen Chief of Naval Operations Admiral Louis E. Denfeld für Angelegenheiten der Marineflieger.
Im Mai 1949 wurde Price Nachfolger von Admiral Arthur W. Radford als Vice Chief of Naval Operations und bekleidete damit nach dem Chief of Naval Operations den zweithöchsten Posten innerhalb der Führung der US Navy. Auch in dieser Funktion befasste er sich weiterhin mit den Marinefliegerverbänden, der Bewaffnung sowie den Marinefliegerstützpunkten. Das Amt des VCNO übte er bis zum 3. Januar 1950 aus und wurde im Anschluss von Admiral Lynde D. McCormick abgelöst. Grund für die vorzeitige Abgabe des Amtes an McCormick war, dass der damalige Chief of Naval Operations, Admiral Forrest P. Sherman, ebenfalls aus der Marinefliegertruppe stammte, und es übliche Praxis war, dass nur ein Marineflieger einer der beiden höchsten Stabsfunktionen in der US-Marine bekleidete. Sherman berief daraufhin McCormick zum neuen Vice Chief of Naval Operations, da dessen langjährige Erfahrung in der U-Boot-Kriegsführung von Marinebeobachtern als herausragend betrachtet wurde, weil U-Boot-Kriegs- und U-Boot-Jagdkriegsführung als eine der führenden Aufgaben der US Navy im Falle eines weiteren Krieges angesehen wurden.
Im Anschluss wurde Price in seinen ständigen Rang (Permanent Rank) als Vizeadmiral zurück versetzt wurde und sich noch bis 1954 im aktiven Militärdienst befand. 1954 wurde er schließlich als Vier-Sterne-Admiral auf die Retired List übernommen und in den Ruhestand versetzt. Rechtliche Grundlage für diese sogenannte Tombstone Promotion („Grabstein-Beförderung“) in einen höheren Rang mit dem Ausscheiden aus dem aktiven Militärdienst war ein Gesetz des US-Kongresses vom 4. März 1925, das am 23. Februar 1942 erneuert wurde. Dieses erlaubte derartige Beförderungen an Soldaten, die sich in besonderer Weise bei Kampfhandlungen ausgezeichnet hatten.
Neun Jahre nach dem Tod seines Lehrgangs- und Flugrekordkameraden Frank „Spig“ Wead am 15. November 1947 verfilmte John Ford mit John Wayne in der Hauptrolle 1956 das Leben von Wead in dem Film Dem Adler gleich (Originaltitel: The Wings of Eagles). In weiteren Rollen waren Dan Dailey als „Jughead“ Carson, Maureen O’Hara als Weads Ehefrau Min sowie Ken Curtis als John Dale Price zu sehen. An der Verfilmung arbeitete Price als Technischer Berater mit.
Nach seinem Tode am 18. Dezember 1957 im Marinekrankenhaus von San Diego wurde Price auf dem Nationalfriedhof Arlington beigesetzt.

## Auszeichnungen
- Navy Cross
- Legion of Merit (2 x)
- Distinguished Flying Cross

## Filmografie
Price hatte als Technischer Berater an folgenden Filmen mitgearbeitet:
- 1955: Keine Zeit für Heldentum (Mister Roberts)
- 1956: Dem Adler gleich (The Wings of Eagles)